# Meresha
 (novembre 2017).
Meresha est une chanteuse, compositrice et productrice américaine.

## Biographie
Sa chanson New Revolution est entrée dans le top 40 du Billboard en 2015 en tant que nomination pop.
Elle a été la première artiste indépendante à rester sur la radio US Pop pendant un mois,. 
Meresha a été sélectionnée pour la National House of Blues dans la catégorie des musiciens prometteurs en 2016. 

## Œuvres musicales
En 2015, Meresha publie l'EP New Revolution, contenant la piste de titre et trois autres chansons. New Revolution est entrée dans le Billboard Top 40. Le clip vidéo de la chanson New Revolution, réalisé par David Rousseau, est mentionné cinq fois sur MTV VMA. 
À la fin de l'année 2016, Meresha lance une chanson en deux langues Together/Juntos. Elle joue en direct avec Adam Lambert et Third Eye Blind.

## Discographie

### EP
- Lunatic (2013)
- New Revolution (2015)
- Enter the Dreamland (2017)

### Singles
- New Revolution (2015)
- My Love Has Come (2016)
- Together (2016)
- Juntos (2016)
- Together + United (2017)
- Enter the Dreamland (2017)
- Lights Out (2017)
- Violet Night (2018)
- Violet Night (Z mix) (2018)
- Game of Video (2018)
- Jungle Potion (2019)
- Olivia (2019)
- Is This Love (2019)